# Railpool
A Railpool egy dán vasúttársaság. A müncheni székhelyű céget két bankkal közösen 2008 júliusában alapították.

## Története
2008-ban a Railpool lízing társaság a Bombardier Transportationtől megrendelte az első mozdonyokat, majd egy 75 millió eurós szerződést kötött a gyártóval személykocsik szállítására. A megállapodás a Bombardierrel 45 db emeletes kocsi szállítását tartalmazza a DSB számára 2009 év szeptembere és decembere között. A kocsikat a Bombardier németországi, görlitzi telepén készítik. A járművek kialakítása megegyezik azzal a 67 kocsival, amelyeket a DSB-nek még 2002. évben szállítottak.
2008 végén a Railpool 58 db Bombardier TRAXX villamosmozdonyt rendelt a Bombardiertől, további 80 mozdony vásárlási opciójával.